# Li Fengying
Pour les articles homonymes, voir Li.
Dans ce nom chinois, le nom de famille, Li, précède le nom personnel.
 (février 2019).
Li Fengying est une haltérophile taïwanaise née le 23 janvier 1975.

## Carrière
Li Fengying est médaillée d'argent aux Jeux olympiques d'été de 2000 à Sydney dans la catégorie des moins de 53 kg, soulevant un total de 212,5 kg.

## Palmarès
- Jeux olympiques d'été de 2000 à Sydney
  -  Médaille d'argent en moins de 52 kg